# 帕斯托魯里山

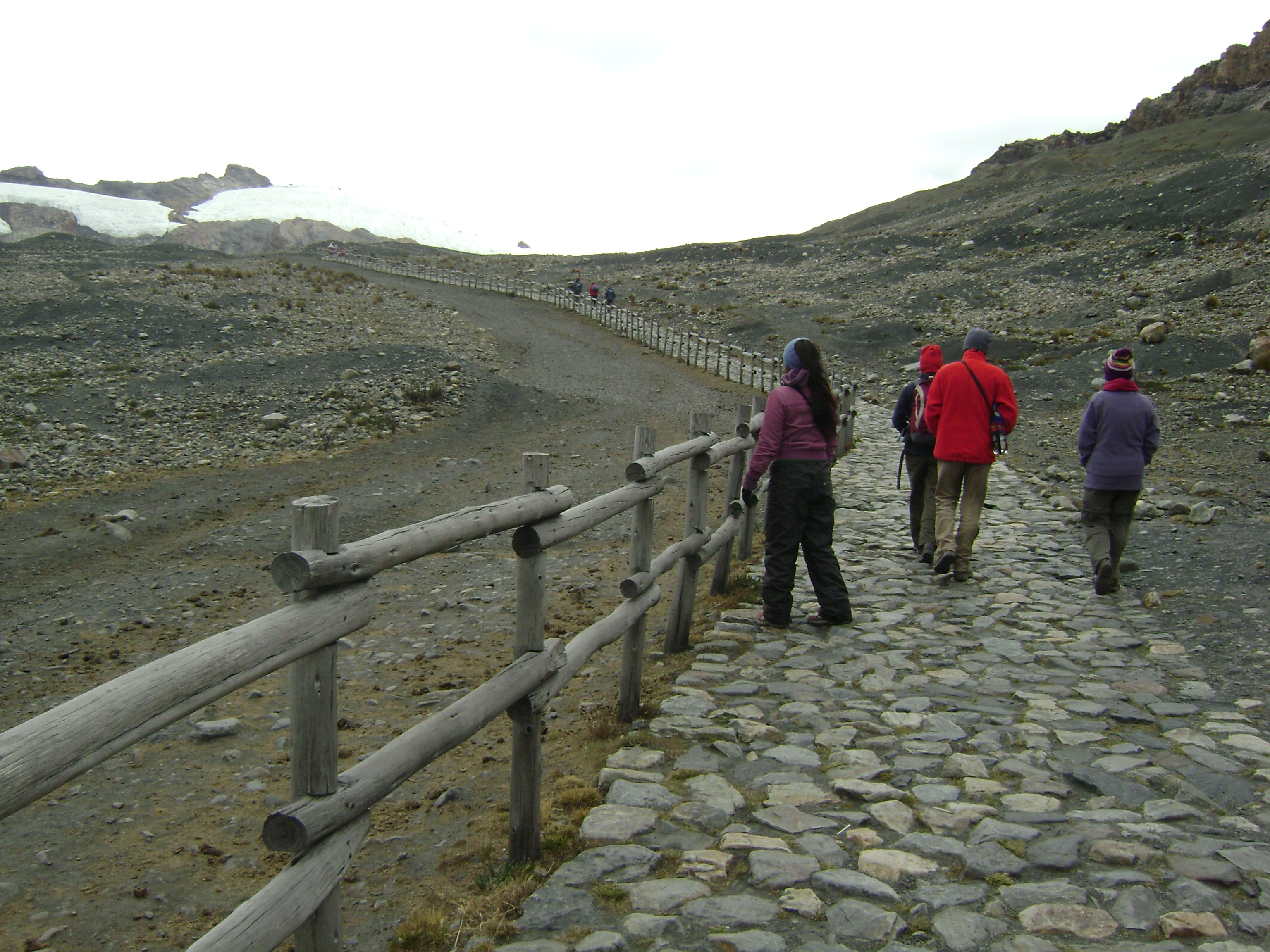

9°55′45″S 77°11′27″W / 9.92917°S 77.19083°W
帕斯托魯里山（西班牙語：Nevado Pastoruri），是秘魯的山峰，位於該國北部安卡什大區，由博洛涅西省的阿基亞區負責管轄，屬於布蘭卡山脈的一部分，海拔高度5,240米。